# Lorenzo Saccomani

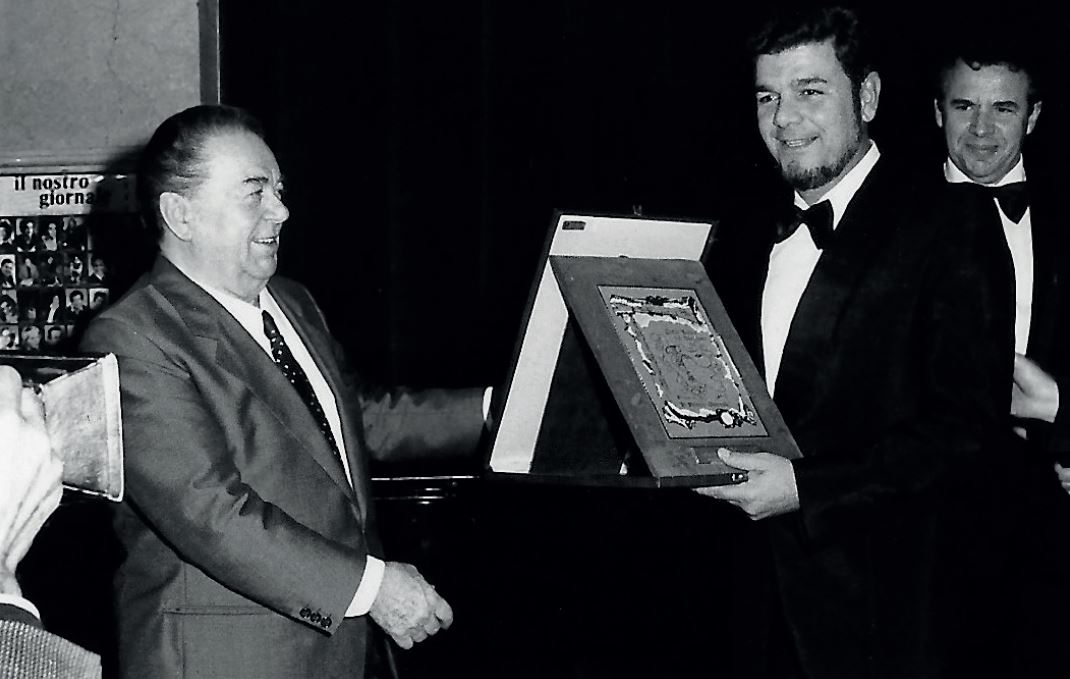
Lorenzo Saccomani premiato nel 1984 a Salsomaggiore da Ferruccio Tagliavini

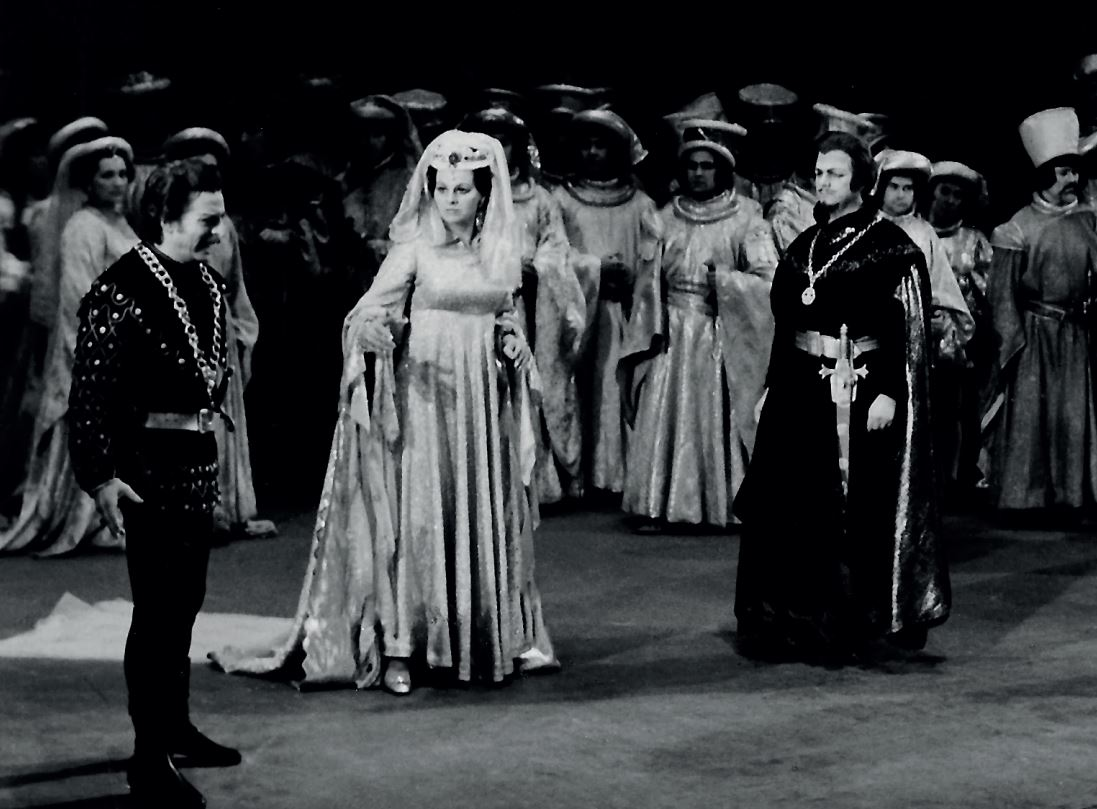
Lorenzo Saccomani in La Favorita con la Cortez e Kraus, a Lisbona

Lorenzo Saccomani (Milano, 9 giugno 1938 – Milano, 3 maggio 2023) è stato un baritono italiano.

## Biografia

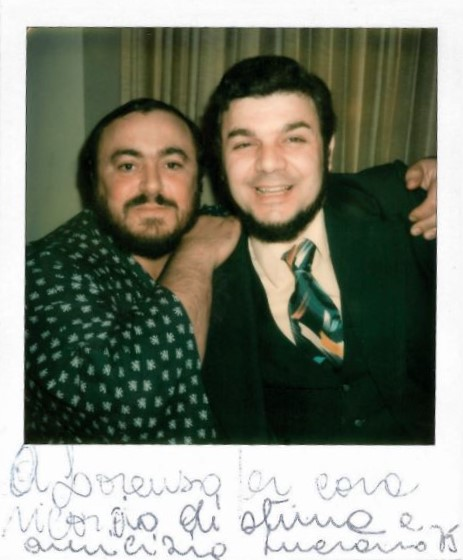
Lorenzo Saccomani con Luciano Pavarotti

Saccomani proveniva da una famiglia di umili origini: padre operaio, madre casalinga.
Si appassionò alla lirica fin da giovane e iniziò a prendere lezioni di canto da suo zio Attilio Saccomani, tenore drammatico. Visse a Milano durante i duri anni della Seconda Guerra Mondiale e dopo gli studi iniziò a lavorare presso Fratelli Borletti.
All'età di 22 anni, Lorenzo Saccomani partecipò al concorso indetto dal Centro di Perfezionamento per Cantanti Lirici del Teatro alla Scala di Milano. Ciò sarà il trampolino di lancio per la sua carriera: egli infatti vinse, e iniziò un corso di studi di due anni sotto la guida dei Maestri Enrico Piazza, Antonio Tonini e Walter Baracchi (più avanti ai perfezionerà con Vladimiro Badiali).
Nel 1964, Lorenzo Saccomani debuttò ne I Pagliacci, ad Avignone, e da allora, durante tutta la sua carriera (che terminò in teatro nel 2009 e in concerto nel 2017) cantò in quasi tutto il mondo, dalla Scala (più di 120 recite) al Met. Si esibì in Giappone, in Sudamerica, e in tutta Europa. Fu attivo per 45 anni, con un repertorio di circa 50 opere, sotto la direzione di Claudio Abbado, Gianandrea Gavazzeni, Kleiber, Lovro von Matačić, Maurizio Arena, Francesco Molinari Pradelli, Paul Ethuin, Donato Renzetti, Giuseppe Patanè,
Trascorse la vecchiaia presso la Casa Verdi di Milano dove morì nel 2023 all'età di 84 anni.